# Soumission (cheval)
Pour les articles homonymes, voir Soumission.
La soumission est la qualité d'un cheval qui exécute correctement ce qui lui est demandé, reçoit volontiers les indications des aides prodiguées par son cavalier, que ce soient des aides naturelles (mains, jambes…) ou artificielles (éperons, cravache…) et y répond justement. 
En équitation, le mot « soumission » doit être compris comme « soumission aux aides ».
La soumission est considérée une qualité, qui fait l'objet d'un jugement et de notes lors des compétitions de dressage équestres.
La soumission est un corollaire de l'impulsion. Soumission et impulsion sont intimement liées dans le dressage du cheval.

## Définition
Le cheval soumis est un cheval qui est attentif et obéissant, qui demeure en équilibre et léger, quelle que soit l'allure ou l'exercice qui lui est demandé. Il réagit par une prompte obéissance aux aides.
Il n'est possible d'obtenir la soumission que d'un cheval possédant une véritable impulsion. L'impulsion doit donc être la première qualité que doit acquérir le cheval en vue de son dressage, la soumission est son corollaire.
Le respect absolu de la main du cavalier est le signe de la soumission du cheval. Certains auteurs désignent cette caractéristique comme la « soumission au mors ». Le cheval doit obéir à la moindre indication de la main du cavalier qui lui est transmise dans la bouche par l'intermédiaire du mors. Le contact de la bouche du cheval avec la main du cavalier doit donc être absolu, mais sans aucune réticence, et continu, le cavalier l'exerçant avec tact et sensibilité. Il permet d'avoir un cheval léger et disponible. Au niveau le plus abouti, ce contact peut être réduit à un simple sentiment. Dès lors, le cavalier a l'impression d'avoir un cheval en équilibre total entre la main et les jambes, dont il est maître de la volonté et des hanches.

## La soumission dans les compétitions de dressage
Le règlement de dressage de la FEI précise que soumission ne signifie pas subordination, mais une obéissance exprimée par un cheval se comportant avec une attention, une volonté et une confiance constantes, ainsi que par l'harmonie, la légèreté et la facilité dont il fait preuve dans l'exécution des différents mouvements qui lui sont demandés.
Le degré de soumission est également apprécié par la manière dont le cheval accepte le mors, c'est-à-dire avec un contact léger et doux et une nuque souple. La résistance à la main du cavalier, ou bien encore son refus de la main, que le cheval soit « au-dessus du mors » ou « derrière le mors », est révélateur de l'absence de soumission de la part du cheval. Le contact principal du cavalier avec la bouche du cheval doit se faire par le mors.
Tirer la langue, la passer au-dessus du mors ou la sortir complètement de la bouche, ainsi que grincer des dents ou agiter la queue, sont généralement des signes de nervosité, de tension ou de résistance de la part du cheval et doivent être pris en compte par les juges dans leurs notes, pour chaque mouvement concerné, ainsi que dans la note d'ensemble.Lorsque l'on considère la soumission, on pense d'abord à la volonté, au fait que le cheval comprend ce qu'on lui demande et est suffisamment confiant vis-à-vis du cavalier pour réagir aux aides sans crainte ni tension.
La rectitude, l'élévation et l'équilibre sont les qualités qui permettent au cheval de rester devant les jambes du cavalier et d’avancer avec un contact confiant, sans appui sur le mors et en équilibre sur la main. C'est ainsi que l'on peut visualiser l'harmonie et la légèreté. 
En compétition, le critère principal de la soumission est la satisfaction aux principales exigences et mouvements de la reprise de dressage.
La soumission constitue une des quatre notes d'ensemble, avec un coefficient 2, du niveau amateur 2 au niveau Pro 1.  À ces niveaux, les juges notent particulièrement l'attention et la confiance, l'harmonie, la légèreté et l'aisance des mouvements, la soumission au mors et la légèreté de l'avant-main. Au niveau amateur 3, la soumission n'est pas notée en tant que telle, mais une des six notes d'ensemble, coefficient 1, juge de l'acceptation et de la confiance, soit de la perméabilité aux aides, de la correction de l'attitude et de la qualité du contact.